# أودونلاد أديكولا
أودونلاد أديكولا (من مواليد 31 ديسمبر 1978)  هو ممثل ومغني وصانع أفلام ومنتج ومخرج نيجيري، ولد ونشأ في أبيوكوتا بولاية أوجون. اكتسب شعبية من خلال دوره الرئيسي في فيلم «إيشولا دوروجاي» لعام 2003، و«عسيري جومينا وا»، كما وعمل في العديد من أفلام نوليوود منذ ذلك الحين. وهو الرئيس التنفيذي لشركة «أودونلاد أديكولا للإنتاج السينمائي». ومتزوج من روث أديكولا.

## النشأة والتعليم
وُلد أودونلاد أديكولا في 31 ديسمبر 1978 في أبيوكوتا، عاصمة ولاية أوجون، بجنوب غرب نيجيريا. ومع ذلك، فهو يعتبر من مواليد أوتون إكيتي بولاية إكيتي. التحق بمدرسة سانت جون الابتدائية وكلية سانت بيتر في أبيوكوتا، وحصل على امتحان شهادة مدرسة غرب إفريقيا قبل أن ينتقل إلى «مشود أبيولا بولوتكنك»، حيث حصل على شهادة الدبلوم حيث واصل تعليمه، وفي مايو 2018 حصل على درجة البكالوريوس في إدارة الأعمال من جامعة لاغوس.

## حياته المهنية
بدأ أديكولا التمثيل في عام 1996، وهو نفس العام الذي انضم فيه إلى رابطة ممارسي فنون المسرح النيجيري.  قام ببطولة العديد من الأفلام النيجيرية وكتابتها وإنتاجها وإخراجها على مر السنين. وفي أبريل 2014 حصل على جائزة الأكاديمية الأفريقية للأفلام لأفضل ممثل للعام. وفي ديسمبر 2015، سجل دخوله إلى صناعة الموسيقى النيجيرية. تُستخدم صور أديكولا أثناء التصوير على نطاق واسع كميم على الإنترنت عبر فضاء الويب النيجيري.